# Östmark
Östmark is een plaats in de gemeente Torsby in het landschap Värmland en de provincie Värmlands län in Zweden. De plaats heeft 205 inwoners (2005) en een oppervlakte van 107 hectare.